# هواگردسازی پودلاشه
هواگردسازی پودلاشه (لهستانی: Podlaska Wytwórnia Samolotów) یک شرکت تولید هواگرد در کشور لهستان بود که هواگردهای نظامی تولید می‌کرد. این شرکت بین سال‌های ۱۹۲۳ و ۱۹۳۹ فعال بود.
پس از شروع جنگ جهانی دوم، این شرکت توسط آلمانی‌ها بمباران شد و ۷۰ درصد تأسیسات آن منهدم گردید. باقی‌مانده‌ی این تأسیسات نیز در پی تهاجم نظامی شوروی به لهستان توسط شوروی غارت شد.